# هونوکتا-الا
هونوکتا-الا (به لاتین: Hunuketa-ela) یک منطقهٔ مسکونی در سری‌لانکا است که در استان مرکزی (سری‌لانکا) واقع شده‌است.